# Montesegale
Montesegale là một đô thị ở tỉnh Pavia trong vùng Lombardia của Ý, có cự ly khoảng 60 km về phía nam của Milan và khoảng 30 km về phía nam của Pavia. Tại thời điểm ngày 31 tháng 12 năm 2004, đô thị này có dân số 315 người và diện tích là 14,8 km².
Montesegale giáp các đô thị sau: Borgo Priolo, Fortunago, Godiasco, Ponte Nizza, Rocca Susella, Val di Nizza.